# College 1975 Football Club
Maillots
Actualités
Le College 1975 Football Club est un club de football basé à Gibraltar. Fondé en 1975, il évolue actuellement en première division gibraltarienne, partageant le Victoria Stadium avec les autres clubs du championnat.

## Histoire
Le club est fondé en 1975 sous le nom de College Football Club. Dans les années 1980, il se renomme en College Cosmos. À cette époque, le club varie entre les deux premières divisions. Le club remporte la seconde division lors de la saison 2012-2013 et obtient la promotion en première division. 
En 2013, le club fusionne avec l'Europa Football Club pour former le College Europa Football Club. Cette fusion a vu une nette amélioration des résultats : les joueurs atteignent la finale de la Rock Cup 2014 (perdue 1-0 contre le Lincoln Red Imps Football Club) et obtiennent par conséquent la qualification au premier tour de qualification de la Ligue Europa 2014-2015. Ils se feront éliminer d'entrée de jeu par le FC Vaduz sur un score cumulé de 4 buts à 0.
La saison suivante, le club remporte la Coupe de la Ligue de Gibraltar 2015. En championnat, le club finit 2e et se qualifie une nouvelle fois pour la Ligue Europa mais le partenariat entre les deux clubs prend fin et tandis que l'Europa Football Club conserve sa place en première division, les Dauphins, qui prennent le nom de College 1975 Football Club, sont forcés de recommencer en deuxième division.
Lors des saisons suivantes, le club joue le bas de tableau jusqu'en 2019, où les deux divisions fusionnent pour former la National League. Sous la direction du président Joseph Mir, une reconstruction a grande échelle a eu lieu mais malgré cela, le club finit dernier avec un seul point obtenu face à l'Europa Point Football Club avant que la saison fut abandonnée due à la Pandémie de Covid-19.